# Schoppernau
Schoppernau est une commune du Land de Vorarlberg, en Autriche, dans la région du Bregenzerwald. Elle est située dans la vallée du Bregenzer Ach.

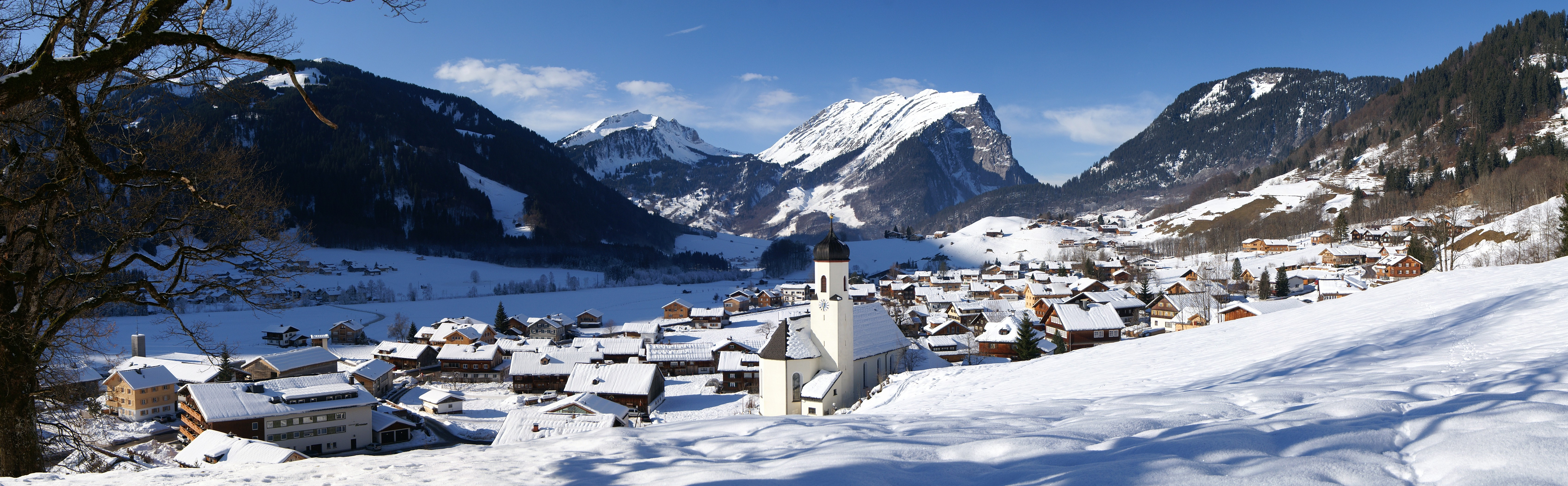
Vue de Schoppernau.

## Démographie
| 1971 | 1981 | 1991 | 2001 | 2011 | 2018 |
| ---- | ---- | ---- | ---- | ---- | ---- |
| 785  | 885  | 897  | 905  | 925  | 950  |

## Personnalités
- Franz Michael Felder (1839-1869), paysan écrivain.